# (14412) Wolflojewski
(14412) Wolflojewski ist ein Asteroid des Hauptgürtels, der am 9. September 1991 von den deutschen Astronomen Lutz D. Schmadel und Freimut Börngen an der Thüringer Landessternwarte Tautenburg (IAU-Code 033) in Thüringen entdeckt wurde.
Der Asteroid wurde am 24. Juni 2004 nach dem deutschen Fernsehjournalisten und Sachbuchautor Wolf von Lojewski (* 1937) benannt, der nach einer Tätigkeit für die ARD (1971–1991) zum heute-journal des ZDF wechselte und zwischen 2003 und 2009 mehrere Dokumentarfilme für das ZDF drehte.
Der Himmelskörper gehört zur Levin-Familie, einer Gruppe von Asteroiden, die nach (2076) Levin benannt ist.